# ترامواي سكيكدة
ترامواي سكيكدة (بالإنجليزية: Skikda tramway)‏، هو جزء من مشروع الترامواي، حيث أطلقت مؤسسة مترو الجزائر دراسة جدوى لإدراج الترامواي كوسيلة نقل حضرية بولاية سكيكدة.

## الدراسة
تهدف هذه الدراسة إلى تحديد الخطوط الأولية المُرجّحة لكي تُصبح مسارا للترامواي، تجاوبًا مع تزايد متطلبات سكان سكيكدة في مجالِ النقل ولإنجاح التنمية الحضرية بالمدينة. وأُسندت دراسة جدوى ترامواي سكيكدة إلى مكتب للدراسات جزائري –إسباني.